# Michiel Elijzen
Michiel Elijzen (* 31. August 1982 in Culemborg) ist ein ehemaliger niederländischer Radrennfahrer und jetziger Sportdirektor.

## Karriere
Bereits in seiner Zeit als Juniorenfahrer konnte Elijzen einige Erfolge herausfahren, so zum Beispiel den Gesamtsieg beim Stern von Süd-Limburg, den Gewinn der Tour de Lorraine oder einen dritten Platz bei den niederländischen Zeitfahrmeisterschaften der U-23-Fahrer.
Michiel Elijzen kam 2002 zum Farmteam der niederländischen Profimannschaft Rabobank. Erste Podestplatzierungen errang er beim Zuidkempense Pijl in Belgien und im Prolog der Lleida-Rundfahrt. Im Jahr 2003 zeigte er auch seine Stärken am Berg, als er im Bergzeitfahren der Tour des Pyrénées Zweiter wurde. 2004 gewann er das U-23-Rennen Omloop der Vlaamse Gewesten und erreichte unter anderem den nationalen Vizemeistertitel der Klasse U-23 im Einzelzeitfahren. Auch das folgende Jahr brachte mit insgesamt fünf Platzierungen unter den besten Drei, inklusive eines dritten Rangs bei den nationalen Zeitfahr-Meisterschaften der Elite und eines Etappensiegs beim Triptyque des Monts et Châteaux, ebenfalls im Zeitfahren, weitere Erfolge.
Zum Ende der Saison 2005 verließ er Rabobank und fuhr ab 2006 als Profi für das französische ProTeam Cofidis. Er zeigte sich in der ProTour unter anderem bei seiner Heimatrundfahrt, der ENECO Tour vorne. Ein Jahr darauf feierte Elijzen bei dieser Rundfahrt seinen ersten Sieg als Berufsradfahrer, als er den Prolog gewann. Einen Monat darauf war er zudem beim Paarzeitfahren Duo Normand zusammen mit Bradley Wiggins erfolgreich. Schon bei den niederländischen Zeitfahrmeisterschaften hatte er zuvor als Zweiter den Titel nur knapp verpasst.
Zur Saison 2008 kehrte er zum Team Rabobank zurück, wo er allerdings keine Ergebnisse herausfahren konnte. Nach nur einem Jahr verließ er die Mannschaft wieder, um bei Silence-Lotto in Belgien als Helfer zu unterschreiben. In seiner ersten Saison dort verpasste er Etappensiege bei der Delta Tour Zeeland, wo er Sechster der Gesamtwertung wurde, und der Tour de l’Ain als Zweiter nur knapp und konnte außerdem zwei weitere Podiumsplatzierungen herausfahren. Bei der ENECO Tour belegte er den 18. Gesamtrang.
In der Saison 2010 bestritt Elijzen mit dem Giro d’Italia seine erste dreiwöchige Landesrundfahrt. Dabei konnte er seinem Teamkollegen Matthew Lloyd zum Gewinn der Bergwertung verhelfen und wurde im Massensprint der 18. Etappe Achter. Schließlich erreichte er als 111. das Ziel in Verona. Ende der Saison 2010 beendete er seine Karriere als Berufsradfahrer im Alter von nur 29 Jahren. Ab der Saison 2011 übernahm er das Amt des Sportdirektors im Team Omega Pharma-Lotto.

## Erfolge
2007
- Prolog ENECO Tour
- Duo Normand (mit Bradley Wiggins)